# Guioa oligotricha
Espèce
Statut de conservation UICN

 VU D2 : Vulnérable
Guioa oligotricha est une espèce de plantes de la famille des Sapindaceae.

## Publication originale
- Journal of the Arnold Arboretum 21(4): 512–513. 1940.